# Magdeburg (F 261)
Magdeburg é uma corveta alemã de mísseis guiados, da classe Braunschweig da Marinha Alemã, sendo o segundo navio da classe.

## Desenvolvimento
A classe Braunschweig (também chamada Korvette 130) é a mais nova classe de corvetas de longo alcance da Alemanha. Cinco navios substituíram as lanchas rápidas da classe Gepard na Marinha Alemã.
Essas corvetas contam com assinaturas radar e infravermelha reduzidas ("stealth"), ainda mais avançadas que as da classe de fragatas Sachsen, e serão equipadas com dois VANTs helicópteros UMS Skeldar V-200 para reconhecimento remoto. O hangar é pequeno demais para helicópteros padrão, mas o convoo pode receber Sea King, Lynx e NH-90 da Marinha Alemã.
A Marinha Alemã encomendou antecipadamente os mísseis antinavio RBS-15 Mk4, versão futura do Mk3 com alcance estendido — 400 km — e sensor duplo para maior resistência a contramedidas eletrônicas. O RBS-15 Mk3 já tem capacidade de engajar alvos terrestres.
Em outubro de 2016, o governo alemão anunciou a compra de um segundo lote com mais cinco corvetas entre 2022 e 2025. A decisão atendeu exigências da OTAN para que a Alemanha fornecesse quatro corvetas com alto nível de prontidão para operações litorâneas até 2018. Com apenas cinco navios na época, só dois poderiam ser mantidos prontos simultaneamente.

## Construção e carreira
A corveta Magdeburg foi batida em 19 de maio de 2005 e lançada ao mar em 6 de setembro de 2006, em Hamburgo. Entrou em serviço em 22 de setembro de 2008.
Após um longo período em estaleiro devido a diversos problemas técnicos relacionados à classe Braunschweig, a Magdeburg voltou ao mar no outono de 2010 para testes. Em fevereiro de 2011, durante ensaios na costa da Noruega, foram detectados mofo e condensação causados por falhas no sistema de climatização, levando à necessidade de modificações em todas as corvetas da classe. No fim do verão de 2011, participou do exercício internacional de treinamento “DANEX/NOCO”, realizado nas entradas ocidental e meridional do Mar Báltico.
Em 7 de maio de 2018, a Magdeburg realizou um exercício de reboque no Mar Mediterrâneo junto da corveta indonésia KRI Usman Harun, que simulou estar avariada enquanto era rebocada pela embarcação alemã.
Em 24 de agosto de 2018, a Magdeburg conduziu testes com o VANT Saab Skeldar V-200 em seu convoo.